# Фестиваль Нібелунгів у Вормсі
Фестиваль Нібелунгів в Вормсі (нім. Nibelungenfestspiele Worms) — театральний фестиваль, який проходить кожного серпня в рамках програми Культурного літа землі Рейнланд-Пфальц (нім. Kultursommer Rheinland-Pfalz). Місце проведення — сцена на відкритому повітрі безпосередньо перед Вормським собором. Проведення фестивалю відновилося 2002 року після тривалої перерви.

## Історія
Фестиваль з'явився під час Третього рейху 1937 року. Його програма засновувалася на драмі Фрідріха Геббеля «Нібелунги», яку було написано 1861 року й яка складалась з трьох частин. Після короткої перерви фестиваль проводився з середини 1940-их років по 1956 рік.
2002 року відбулася перша нова постановка фестивалю Нібелунгів, покликана повернути Вормсові статус міста театральних фестивалів. Над відновленням фестивалю працювали представники театрального середовища та кінематографу, перш за все Дітер Ведель (нім. Dieter Wedel), Маріо Адорф та Марія Шрадер (нім. Maria Schrader). Перші фестивалі з постановкою під редакцією Моріца Рінке (нім. Moritz Rinke) відбувалися в південному порталі Вормського собору. На прем'єру було продано майже всі квитки, а в межах землі можна було подивитися запис генеральної репетиції по телевізору.
Оновлений фестиваль піддали критиці: незабаром після першого сезону почали з'являтися повідомлення про великі збитки, яких зазнає місто, наприклад, на утримування та ремонт льодових коней в натуральний розмір.
2006 року в межах фестивалю вперше було запропоновано курс для молоді, яка хоче стати акторами.

## Постановка Рінке
Обидві перші постановки 2002 та 2003 років пропонувались Дітером Веделем після обробки Моріцом Рінке. Рінке отримав завдання від влади міста Вормс створити нову інтерпретацію старої постановки, але не вносити надмірних новаторств. Обґрунтуванням подібного підходу було проголошено таку позицію: він уникнув би патріотизму та послабив би відчуття власної гідності, аби оминути таким чином гіркого присмаку зловживання націонал-соціалістами германського міфу. Однією з його цілей було бажання позбутися "націонал-соціалістичних упереджень проти «Пісні про Нібелунгів».
Хвилююче зіткнення пронизує, серед іншого, заключну сцену, коли Гільдебранд каже:
«Ще ніколи не стояли мужчини 

Разом як Нібелунги тут. 

Й те, що вони схильні були перейти, 

Вони виправили цією мужністю. 

Й ця відданість подвоює повагу.»